# Caryocar montanum
Caryocar montanum är en tvåhjärtbladig växtart som beskrevs av Ghillean `Iain' Tolmie Prance. Caryocar montanum ingår i släktet Caryocar och familjen Caryocaraceae. Inga underarter finns listade i Catalogue of Life.